# ツウィ謝罪事件
ツウィ謝罪事件（ツウィしゃざいじけん）とは、韓国のガールズグループTWICEの台湾人メンバーであるツウィ（当時16歳）が、2015年11月21日に配信された韓国のテレビ番組の企画で中華民国の国旗を手にしたことにより中華人民共和国よりバッシングを受け、2016年1月15日に謝罪へ追い込まれた一連の騒動である。中華民国（台湾）では大きな波紋を呼び、同年1月16日に実施された中華民国総統選挙に影響を与えた。

## 経緯

### 2015年
11月21日、MBC「マイ・リトル・テレビジョン」のインターネット生配信に、TWICEの外国人メンバー4人（ツウィ・モモ・サナ・ミナ）が出演。ツウィが青天白日満地紅旗と太極旗、日本人のモモ・サナ・ミナが日章旗と太極旗をそれぞれ持つ演出がなされる。地上波の本放送では、この場面はカットされた。
23日、この配信が台湾のメディアで好意的に報道される一方、北京在住の親中派台湾人男性歌手の黄安が、中国のSNS新浪微博に画像付きでツウィへの批判文を投稿。

### 2016年
1月6日、中国のテレビ局安徽衛視が、2月5日放送予定の春節を記念して行われる番組「春晩」へのTWICEの出演を発表。7日、中国のテレビ局北京電視台が、2月6日放送予定の番組「環球春晩」へのGOT7とTWICEの出演を発表。
8日、黄安が「周子瑜は台湾独立派である」「一つの中国を認めよ」との抗議文を複数投稿し、中国でツウィへのバッシングが起こる。また、ツウィの所属事務所であるJYPエンターテインメントに関するデマが拡散される。
9日 - 12日、北京電視台「環球春晩」の公式サイトからTWICEの記事と画像が削除される。また、GOT7のメンバーであるジャクソンの中国での収録がキャンセルされる。
13日、JYPエンターテインメントが新浪微博の公式アカウントでデマによる被害声明を出し、沈静化するまでツウィの中国での活動を全面自粛すると発表。ツウィの安徽衛視「春晩」への降板が決定。
14日、JYPエンターテインメントが「一つの中国」を尊重する声明を発表。一方、台湾の中国国民党主席朱立倫、民主進歩党主席蔡英文、親民党主席宋楚瑜が相次いでツウィへの支持を表明。
15日、JYPエンターテインメント所属の2PMが中国でのイベント出演をキャンセル。また、韓国の大手携帯会社であるLGユープラスが広告へのツウィの起用中止を決定。
同日深夜、JYPエンターテインメントが公式YouTubeチャンネルでツウィ単独の謝罪映像を公開。また、公式サイトに代表であるパク・ジニョンの謝罪文を掲載。
16日、中華民国総統選挙で、「二つの中国」を支持する民進党の蔡英文が、国民党の朱立倫に300万票以上の大差をつけて圧勝した。

## ツウィの謝罪文
日本語訳：

## 影響
- ツウィの単独謝罪映像は議論の的となり、当時16歳であったツウィへの同情や励ましの声、ツウィに責任を負わせたJYPエンターテインメントへの批判の声が相次いだ。現在でも本映像は削除されておらず、コメント欄では議論が続いている。
- ボーカロイド心華による楽曲「十六歲的女孩不懂大人世界的暴力（日本語訳：16歳の少女は大人社会の暴力を理解できない）」は、この事件を題材にしている。